# Ildikó Tóth
Ildikó Tóth (Budapeste, 23 de abril de 1987) é uma jogadora de polo aquático húngara.

## Carreira
Tóth disputou duas edições de Jogos Olímpicos pela Hungria: 2012 e 2016. Em ambas as ocasiões sua equipe terminou na quarta colocação.